# 洛本古拉

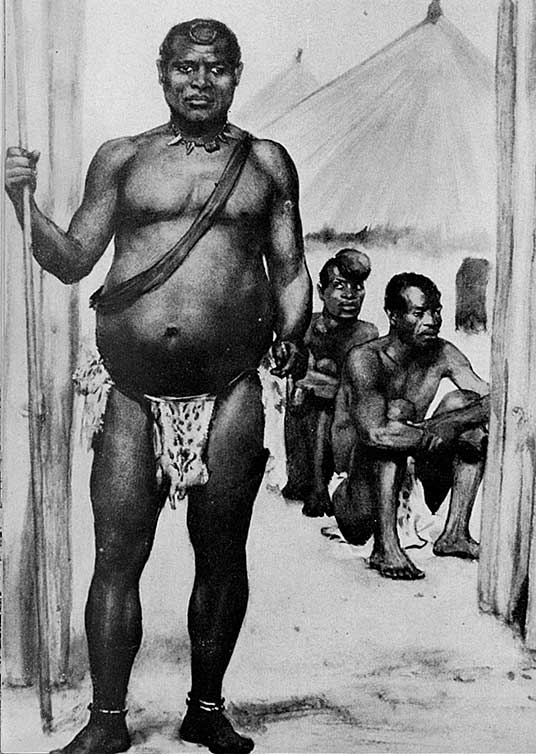
洛本古拉

洛本古拉 （约1845年—約1894年1月）非洲南部马塔别列人（居住今津巴布韦）反英斗争领袖，是恩德貝萊族的第二位也是最后一位国王。
1870年，洛本古拉成為國王。针对不列颠南非公司殖民活动，主动团结邻近部落，建立严密军事组织。1889年废止与英国殖民者罗得斯的租让条约，拒绝南非公司用采矿蚕食马塔别列人领土的要求。1890年9月，不列颠南非公司入侵津巴布韦马绍纳兰地区。1893年10月，不列颠南非公司占领马塔贝莱。期間洛本古拉與不列颠南非公司作戰。率军抗击英国殖民者的武装入侵，11月在保卫首府布拉瓦约的战斗中，因伤亡过重失利，遂率军撤至北方坚持斗争，1893年12月，洛本古拉據傳病重，最終於1894年年初在尼萨湖畔去世。